# Longview (Illinois)
Pour les articles homonymes, voir Longview.
Longview est un village du comté de Champaign dans l'Illinois, aux États-Unis.

## Démographie
Lors du recensement de 2010, le village comptait une population de 153 habitants. Elle est estimée, en 2016, à 152 habitants.

## Source de la traduction
- (en) Cet article est partiellement ou en totalité issu de l’article de Wikipédia en anglais intitulé « Longview, Illinois » (voir la liste des auteurs).